# Zámecká jízdárna v Hluboké nad Vltavou
Zámecká jízdárna v Hluboké nad Vltavou je stavba vybudovaná v letech 1845 až 1848 v romantickém novogotickém slohu. Je součástí zámeckého areálu v Hluboké nad Vltavou v okrese České Budějovice v Jihočeském kraji. V současností je využívaná Alšovou jihočeskou galerií.

## Výstavba a popis

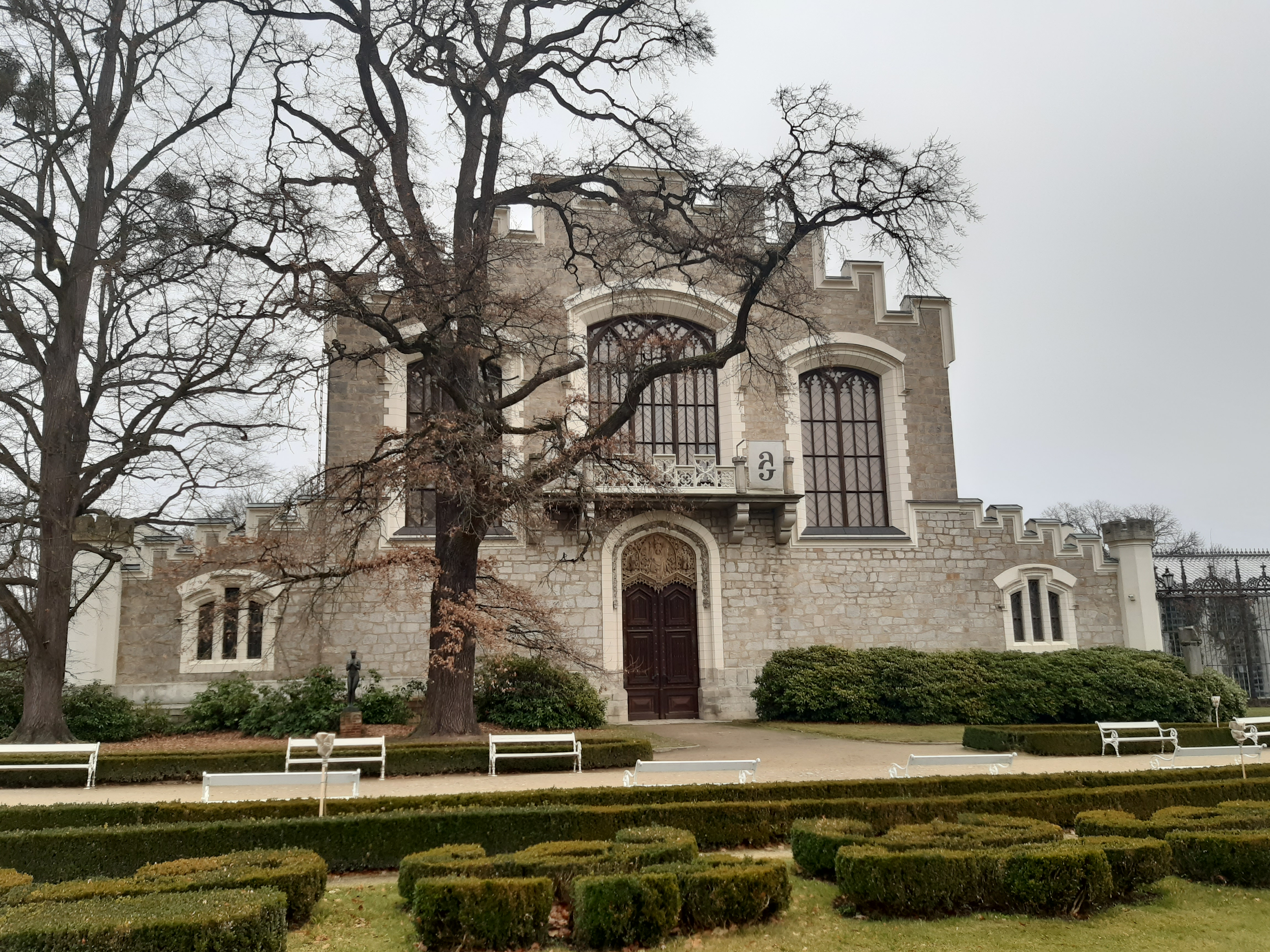
Zimní jízdárna s hlavním vstupem při pohledu ze západu

Hluboká musela čekat na budovu jízdárny poměrně dlouho. Venkovní, tzv. letní jízdárna, je doložena na mapách a plánech v období před polovinou 19. století. a zimní vznikla na jejím místě a na části zahrad skládáním mnoha vzorů, gotických, stejně jako anglických středověkých zámků. Můžeme uvádět často citovaný vzor anglického Penshurstu, v půdorysu se nachází i prvky anglických „abbeys“. Stavba z cihel a kamene byla budována na upravené kulturní krajině nahrazující část původně zalesněné oblasti. Franz Beer zpracoval instrukce k přípravným pracím na jízdárně v říjnu 1844, práci na projektu se ve spolupráci s knížecím stavebním ředitelem Nevehorstem věnoval ale zřejmě již od roku 1839. Schvalování ze strany knížete probíhalo postupně, průběžně byly odevzdávány podklady a plány ke schvalování, v březnu a červnu 1845. V mezičase musel Beer knížecí souhlas obdržet, neboť nasmlouvaní řemeslníci pracovali a už v roce 1848 byla stavba brána za hotovou. Ve stejném roce se už zamýšlelo spojit jízdárnu se zámkem. Letní jízdárna nezůstala na rozdíl od českokrumlovské zachována, Jan Adolf II. dosáhl svého úmyslu nahradit ji krytými stájemi, nakonec pro 57 koní, a kočárovnou zimní jízdárny. Původní stáje v hospodářských budovách v předzámčí padly, tak jako byty úředníků, vrchnostenská věznice, kůlny a vrchnostenské kanceláře, za oběť nové výstavbě. Zachovány zůstaly s náležitými úpravami v historizujícím stylu objekty úřednického domu, Šteklu/Stöklu, a budova pro ředitele panství, „Fructus belli“, svým názvem odkazující na marradaské panování za dob třicetileté války. Jestliže by vyšel původní Beerův projekt, okna hlavního průčelí by byla umístěna vedle sebe a nezaujala by jako po vyzdvižení středového okna, nakonec prosazeného. Okno sahá až ke štítu a ani ten na prvních plánech nevyčnívá. Při použití statického slohu „perpendicular“ jízdárna působí jako nehybný kamenný monument a snadno budí i zneklidňující dojem.
Při obcházení budovy ho podtrhují další stavební prvky, opěráky přízemních traktů, stupňovitý hlavní štít, vyčnívající v severo- i jihozápadním rohu, přehnané kolmé rozčlenění, segment v klenbě oken i kamenické panelování stěn. K dojmu přispívá i bazilikální půdorys s centrem v hlavním sále a přilehlými trakty ze všech světových stran kromě západu. Další zdůraznění přináší stavba oranžerie spojující jízdárnu se zámkem. Připomeňme, že i její konstrukce patřila mezi první plánované objekty romantizující přestavby. O konkrétní návrh žádá Jan Adolf II. stavitele Franze Beera v říjnu 1851, ale i když byl v prosinci připraven, schwarzenberský vladař měl řadu připomínek ke konstrukci. Podstatné změny si kníže vyžádal v únoru 1853, projektové úpravy a navýšení rozpočtu velmi rychle schválil a oranžerie byla stejně rychle dokončena v posledních měsících následujícího roku. Nosnou konstrukci tvoří rámové vazníky z kovaného železa. Na ně byly upevněny ornamenty bohatě zdobené litinové kusy a zvolena skleněná výplň ve tvaru podlouhlých plochých desek. Pro dodávky materiálu kníže nezvolil ani proti vůli úřadu vybudovanou Steffensovu slévárnu v kapli sv. Markéty ve Zlaté Koruně, ani knížecí železárnu v Murau nebo u Holubova. Železné části totiž dodal vídeňský zámečník Andreas Kirchmayer, skleněné společnost Mayers Neffen. Prvky byly totožně se stavebními prvky jízdárny ovlivněny pozdně gotickou architekturou, hovoříme také o starší fázi romantické novogotiky. Později vzniká i spojovací most mezi zámeckou zbrojnicí a skleníkem.

## Historie po znárodnění

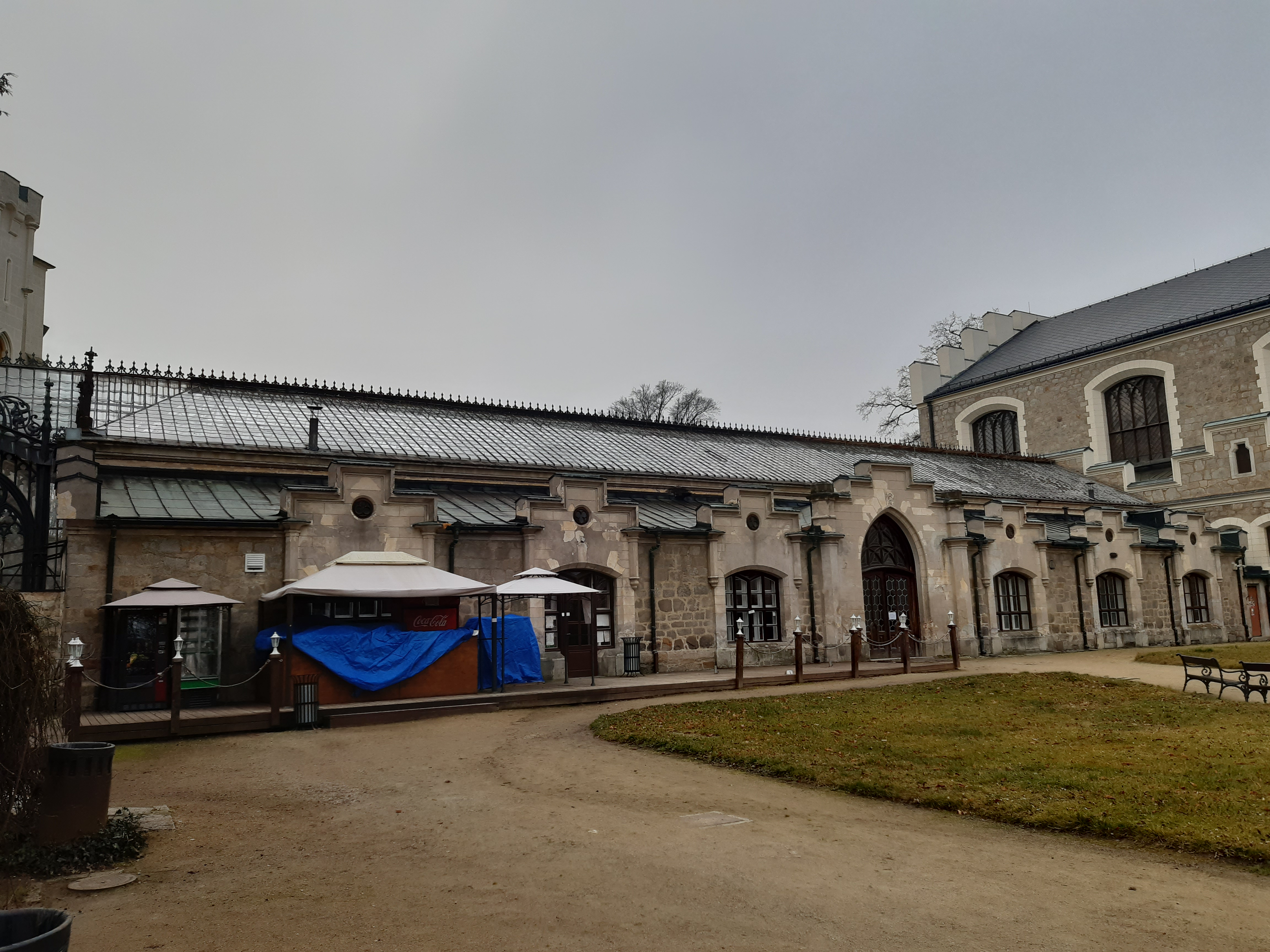
Pohled na zimní jízdárnu od jihovýchodu

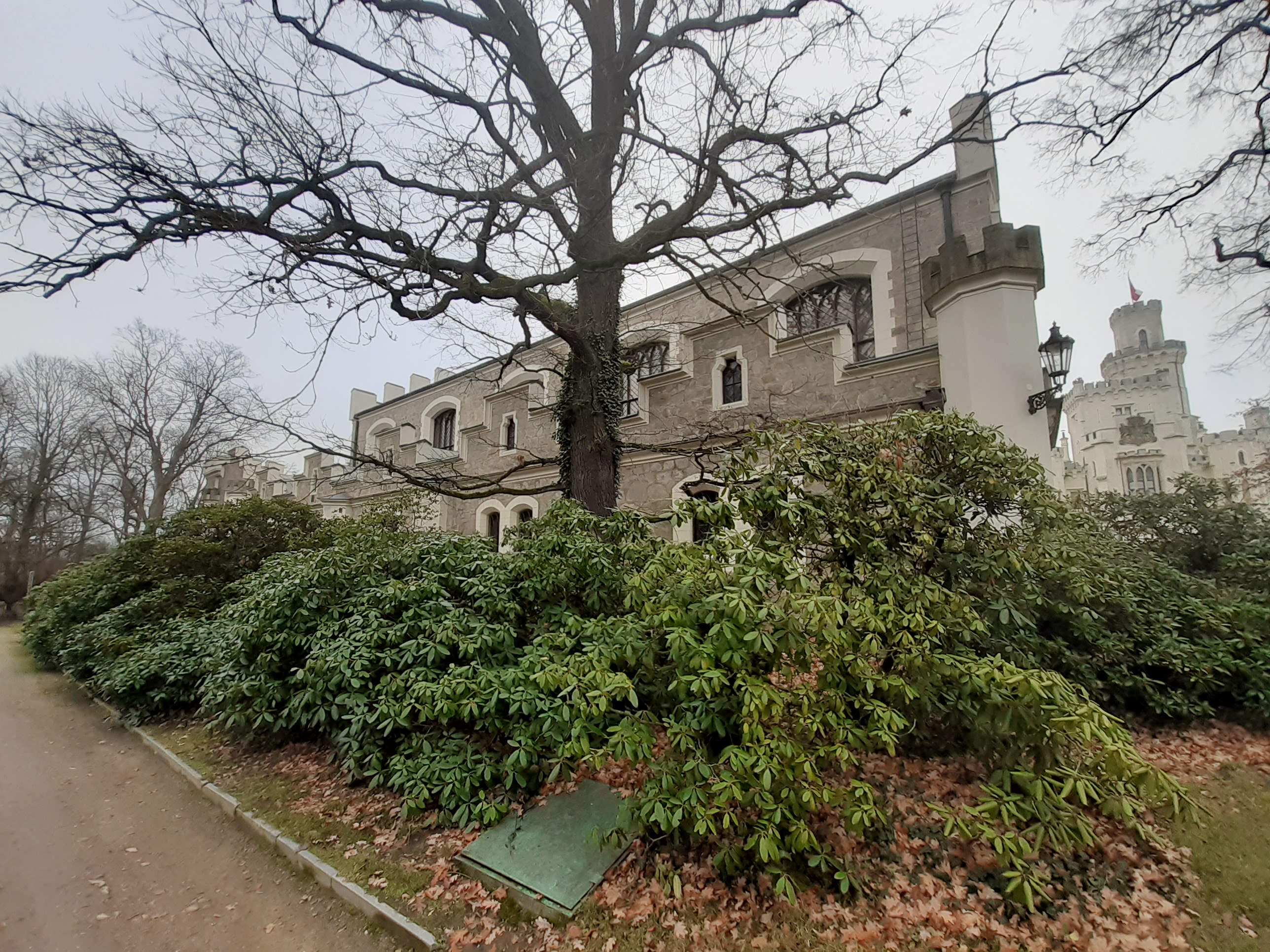
Zimní jízdárna ze severozápadního směru

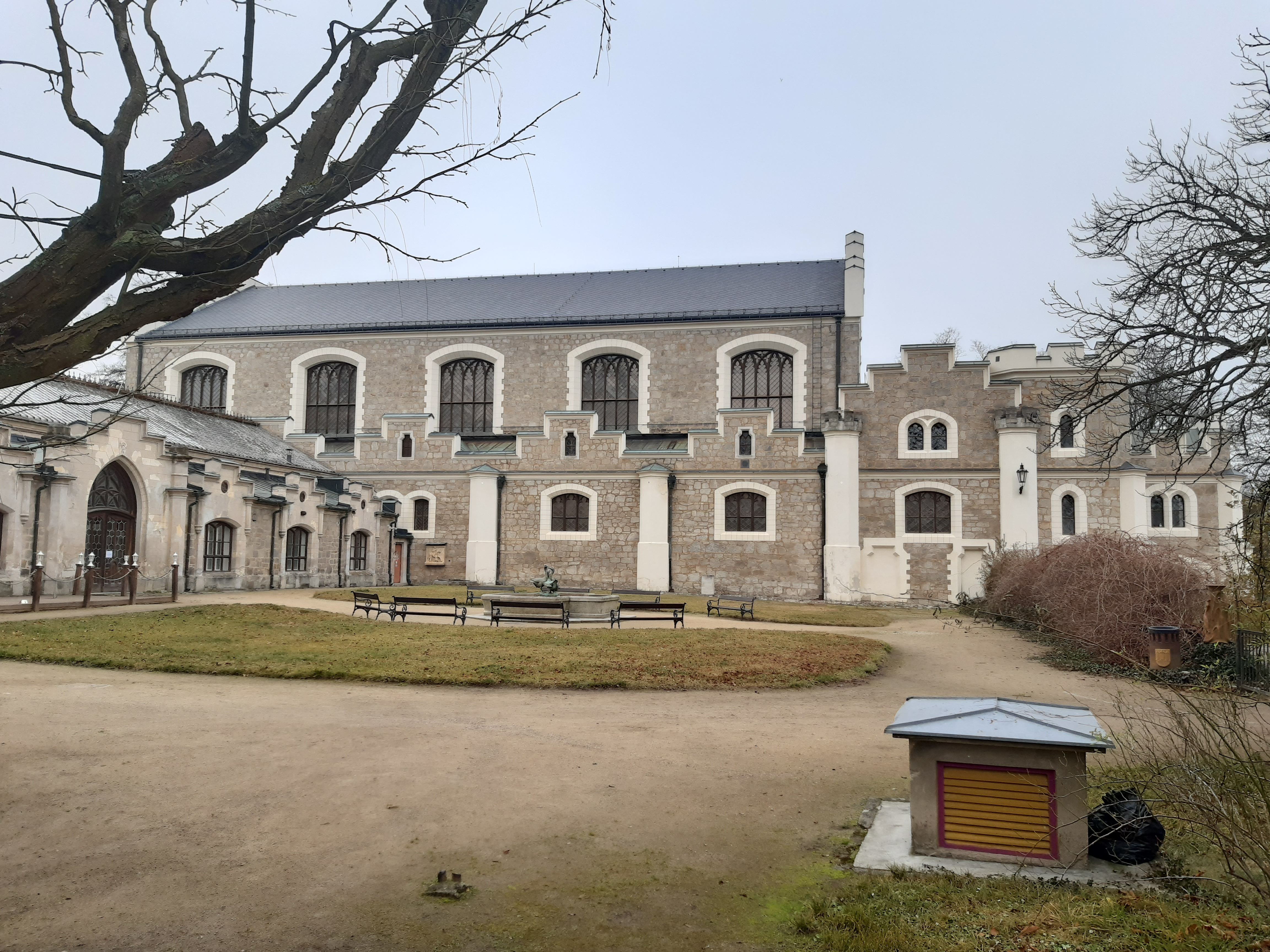
Stavební situace na místě původní letní jízdárny

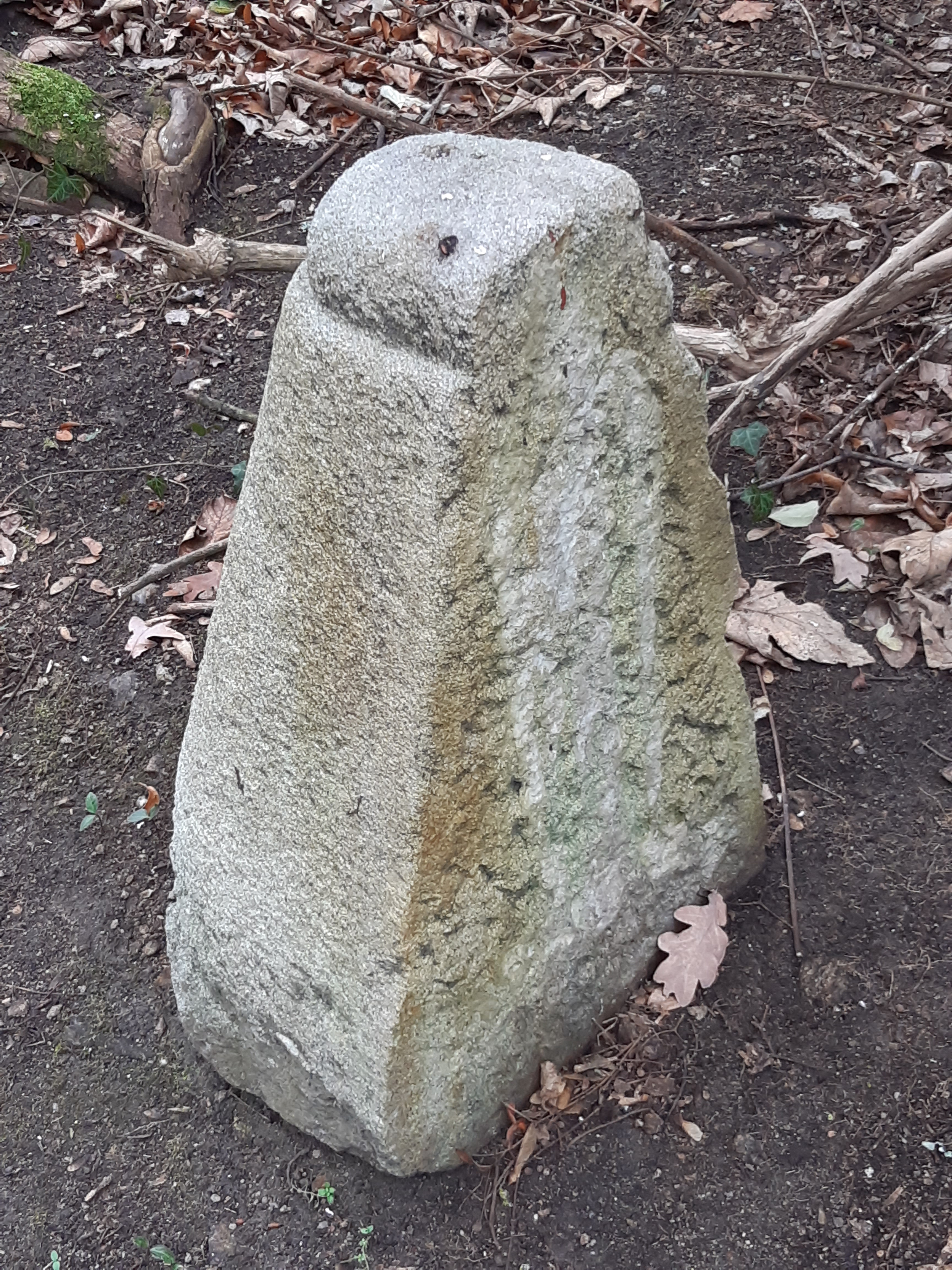
Patník u jízdárny z doby jejího vzniku

V běžném provozu zůstávají jízdárny na schwarzenberských panstvích až do nuceného odchodu posledního majitele, knížete Adolfa ze Schwarzenbergu (1890–1950) s manželkou Hildou, rozenou z Lucemburku (1897–1979) do exilu 14. března 1939. Na žádném sídle nebyly popsány výrazné škody, ovšem po zabavení rodového majetku z rozhodnutí gestapa 17. srpna 1940, a zvláště po zkonfiskování majetku na základě „Lex Schwarzenberg“ – zákona 143 o převodu majetku na zemi Českou schváleného Ústavodárným shromážděním 10. července 1947 – dochází ke stálému horšímu chátrání objektu. V případě hlubocké zámecké jízdárny došlo k významnému zlepšení po roce 1952, kdy byla vybrána jako sídlo Alšovy jihočeské galerie. Inženýr architektury Jaroslav Fidra (1909–1982) provedl se svými spolupracovníky rozsáhlé zásahy mezi lety 1953 a 1955 a galerie byla slavnostně otevřena 15. dubna 1956. Doba posledních schwarzenberských majitelů i období poválečné přináší časté manipulace s inventáři jízdáren, přemisťování předmětů – tapiserií, dopravních prostředků i rozmanitých doplňků – mezi jednotlivými zámky i na místa, kde se původně vůbec nenacházela (např. zámek Bechyně), i rozkradení značné části předmětů. Alespoň trochu pozměněný přístup v období normalizace a obzvláště po konci socialismu vede k větší péči, dalšímu a nyní už svobodnému kulturnímu využití objektů a znovuobjevení řemeslníků nesoucích hlavní podíl na jedinečném vzhledu staveb, nejen architektů, ale i řemeslníků a jejich tovaryšů, jakými byli řezbář Johann Wondruschka se svými učni nebo kameník a bez formálního vzdělání působící sochař Josef Ptak.